# Eric Stein
Eric Stein (8. července 1913 v Holicích – 28. července 2011 v Ann Arbor, Michigan, USA) byl americký právník, diplomat a vysokoškolský učitel židovského původu, pocházející z Československa.

## Život
Narodil se v Holicích do židovské rodiny. Právnická studia ukončil v Praze roku 1937. Roku 1939 uprchl do Itálie a odtud do USA. Od roku 1943 sloužil ve zpravodajské službě Americké armády v Itálii, kde pomáhal vytvořit novou postfašistickou vládu a stal se jedním z právníků, kteří připravovali abdikaci italského krále Victora Emmanuela III.
I po 2. světové válce nadále působil v amerických státních službách (krátce zastupoval USA v OSN) a od poloviny 50. let následně pracoval jako profesor práv v Michiganu. Patřil k průkopníkům výuky evropského práva. Zemřel v Ann Arbor.